# 대병초등학교
대병초등학교는 대한민국 경상남도 합천군 대병면 회양리에 있는 공립 초등학교이다.

## 연혁
- 1923년 5월 6일 대병공립보통학교(4년제) 개교(창리 57번지)
- 1938년 4월 1일 대병제1공립심상소학교(6년제) 개칭[1]
- 1941년 5월 1일 대병제1공립국민학교로 개칭[2]
- 1980년 3월 1일 병설유치원 개원
- 1986년 9월 1일 합천댐 수몰로 인해 현 교사로 이동
- 1995년 3월 1일 유전국민학교 통폐합
- 1996년 3월 1일 대병초등학교 개칭[3]
- 1998년 9월 1일 삼산초등학교 통폐합
- 2010년 3월 1일 특수학급 신설
- 2022년 2월 10일 제97회 졸업(졸업생 8명, 총 졸업생수 3,746명)
- 2022년 9월 1일 제34대 김선임 교장 부임
- 2024년 9월 1일 제35대 권재승 교장 부임

## 상징
- 교화 - 목련 : 봄의 숲 속에서 제일 먼저 꽃을 피우는 목련을 닮아 앞서가는 대병 어린이가 되자
- 교목 - 느티나무 : 늘 편안한 쉼터를 주는 나무처럼 더불어 함께하는 대병 어린이가 되자

## 참고 자료
- 대병초등학교 - 한국교육학술정보원 학교알리미